# Глубокая (приток Северского Донца)
Глубокая — река в России, протекает по Ростовской области. Впадает в реку Северский Донец напротив города Каменск-Шахтинский. Длина реки составляет 123 км, площадь водосборного бассейна 1400 км².

## Притоки
- на 44 км: река Русская (Западная, балка Западная);
- на 77 км: река Россошь (Россош).

## Населённые пункты
На берегах реки расположены населённые пункты (от истока к устью):
- Миллерово;
- Банниково-Александровский;
- Новоандреевка;
- Туроверово-Глубокинский;
- Новоталовка;
- Греково-Петровский;
- Верхнеталовка;
- Нижняя Таловка;
- Кумшацкий;
- Липовка;
- Тарасовский;
- Нижняя Тарасовка;
- Васильевка;
- Каюковка;
- Атаманский;
- Дячкино;
- Сибилев;
- Верхний Пиховкин;
- Нижний Пиховкин;
- Глубокий;
- Берёзовый;
- Астахов;
- Масаловка;
- Красновка;